# Iglesia de Santa María de la Granada (Niebla)
La iglesia de Santa María de la Granada es un templo católico de la localidad de Niebla, provincia de Huelva (España). Está considerada como Bien de Interés Cultural. Fue declarada Monumento histórico-artístico perteneciente al Tesoro Artístico Nacional mediante decreto de 3 de junio de 1931.

## Descripción
Se trata de un pequeño y austero edificio de raíz romana y levantado sobre lo que era la mezquita mayor de Niebla y que constaba de cinco o seis naves y alminar. De esa época se conservan algunos muros y, sobre todo, el mihrab. Luego fue transformada por los cristianos en iglesia gótico-mudéjar. En el siglo XVI gran parte de la antigua mezquita es derruida eliminando las arquerías y construyendo tres naves de estilo mudéjar y un presbiterio. Durante la Guerra Civil se quemó su artesonado mudéjar.
En su interior se conservan importantes elementos históricos como una tabla ornamental y una silla episcopal de piedra, ambas de origen visigodo. Además de estos elementos, cuenta con numeroso material de acarreo, concretamente visigodo y romano, se conservan elementos visigodos como la fuente del patio o la columna vegetal que se sitúa en el campanario